# Торелль, Отто Мартин
Отто Мартин Торе́лль (швед. Otto Martin Torell; 1828—1900) — шведский геолог, зоолог и полярный исследователь.
Родился 5 июня 1828 году в Варберге. В 1844 году поступил на учёбу в Лундский университет и в 1853 году получил степень доктора философии. В 1860 году Торелль становится адъюнктом зоологии, а в 1866 — внештатным профессором зоологии и геологии при Лундском университете.
В 1856 году он совершил путешествие в Швейцарию для изучения ледников, а в 1857 году с той же целью посетил Исландию. В следующем году он вместе с А. Э. Норденшёльдом и А. Квеннерстедтом предпринял свою первую экспедицию на Шпицберген, а 1859 год провёл в исследовательской поездке в Гренландию.
Благодаря этим поездкам зародился план организовать ряд полярных экспедиций, и Торелль лично возглавил первую из них, совершённую на Шпицберген в 1861 году. Эта экспедиция во многом послужила базой для последующего научного изучения полярных областей. Помимо важных наблюдений в области географии, геологии, зоологии и ботаники, во время экспедиции были проведены предварительные наблюдения за температурой.
Не меньшее значение имели пробы грунта, взятые с глубины 2500 м и содержавшие большое количество форм жизни. До того пробы, бравшиеся с такой глубины, содержали лишь фораминифер. Данное открытие вызвало большой интерес и дало толчок последующим исследованиям, в которых участвовали многие государства.
Торелль был первым шведским исследователем, принявшим ледниковую теорию, согласно которой Скандинавия в ледниковый период была покрыта материковым льдом. Он даже пошёл дальше, утверждая, что материковое оледенение из Скандинавии распространилось на все регионы к востоку и югу от Балтийского моря, где встречаются эрратические валуны.
В 1865 году Королевское голландское общество технических и гуманитарных наук назначило премию за решение вопроса о происхождении чужеродных горных пород, которые отдельными блоками встречаются в северной Голландии возле Хондсруга. Торелль в 1866—1867 годах представил свой ответ в двух частях, за который общество наградило его золотой медалью и 150 гульденами. В своей работе он подверг подробному анализу эрратический феномен в Северной Европе и доказал, что оный был связан с материковым оледенением, затронувшим и рассматриваемый регион.
В 1875 году Торелль представил свои взгляды Немецкому геологическому обществу, но те были прохладно встречены немецкими геологами, продолжавшими придерживаться дрифтовой теории Лайеля, которая основным фактором разноса валунов признавала айсберги, морские, речные и озерные сезонные льды. Однако спустя несколько лет учёные Германии всё же были вынуждены признать и принять ледниковую теорию.
В 1871 году во время своей преподавательской деятельности в Лундском университете Торелль основал новое геологическое учреждение — шведскую геологическую службу («Геологическое бюро»). В качестве её главы он всячески способствовал её превращению в значительный научный институт.
Торелль был членом Шведской академии наук (1870), Академии сельского хозяйства (1872), а также членом множества других шведских и иностранных учёных обществ.
Умер 11 сентября 1900 года.

## Труды
- Om de geologiska forskningarne i Norge (О геологических исследованиях в Норвегии; 1865)
- Bidrag till sparagmitetagens geognosi och paleontologi (Исследование по геогнозии и палеонтологии спарагмитов; 1867)
- Petrijicata suecana formationis cambricce (1870)
- Sur les traces les plus anciennes de l’existence de l’homme en Suéde (О древнейших следах заселения Швеции человеком; 1876)
- On the causes of the glacial phenomena in the north eastern portion of North America (О причинах ледникового феномена в северо-восточной части Северной Америки; 1877)
- Om Sveriges vigtigaste kristalliniska bergslag och deras förhållanden till hvarandra (О главных кристаллических горных породах в Швеции и их взаимосвязи; 1882)
- Undersökningar öfver istiden, III (Исследования ледникового периода; 1887)
- Aflagringarne å ömse sidor om riksgränsen uti Skandinaviens sydligare fjelltrakter (Наслоения в южных горных областях Скандинавии по обе стороны границы; 1888)
- Apatitförekomsterna i Norrbottens län (Месторождения апатитов в Норботтене; 1890)
- Den ostbaltiska isalpen (1892)